# بحيرة شامبلين
بحيرة شامبلين (بالفرنسية: lac Champlain)‏ هي بحيرة ماء عذب في أمريكا الشمالية ، وتقع أساسا ضمن حدود الولايات المتحدة (ولايات فيرمونت ونيويورك)، ولكنها تقع جزئيا على الحدود بين كندا والولايات المتحدة في محافظة كيبك الكندية.